# Tetragnatha ceylonica
Tetragnatha ceylonica este o specie de păianjeni din genul Tetragnatha, familia Tetragnathidae, descrisă de O. P.-cambridge, 1869. Conform Catalogue of Life specia Tetragnatha ceylonica nu are subspecii cunoscute.

## Galerie

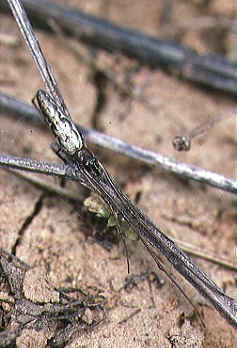
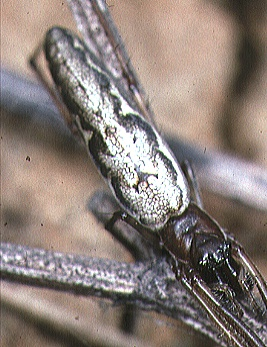
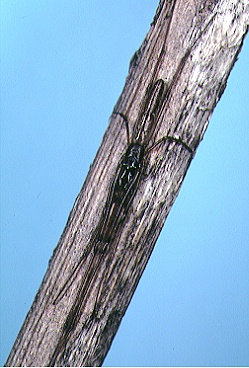
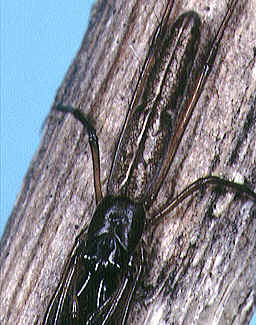
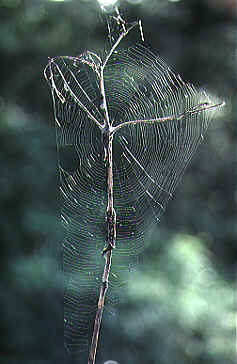